# Stelis ramonensis
Stelis ramonensis är en orkidéart som beskrevs av Rudolf Schlechter. Stelis ramonensis ingår i släktet Stelis och familjen orkidéer. Inga underarter finns listade i Catalogue of Life.